# Volta
Volta — шестой студийный альбом исландской певицы Бьорк, вышедший в 2007 году. Содержит песни на английском языке. В записи альбома использованы уникальные инструменты и задействован ряд известных персонажей, в частности, продюсер Timbaland. В официальном пресс-релизе Volta именуется самым коммерческим альбомом Бьорк. Представляет собой авангардистский поп и сочетает африканские влияния, духовые инструменты и элементы индустриальной музыки. Альбом получил признание критиков и был номинирован на несколько наград, включая «Грэмми» в категории «Лучший альтернативный альбом».

## Концепция
Для описания альбома Бьорк использует термины «техно вуду», «языческий», «трайбал» и «экстравертный». В одном из своих интервью по поводу выхода Volta, она говорила: «Я осуществила два или три проекта подряд, которые были довольно серьёзными, поэтому всё, что я хотела от альбома, это весело провести время и сделать что-то насыщенное и действительно грандиозное». Сдержанный характер двух предыдущих записей был результатом того, что певица много времени проводила у себя дома после рождения второго ребёнка, Изадоры. «В течение нескольких лет я работала в основном на ноутбуке, а не в студиях». «Моя девочка пошла в детский сад и я готова была немного встряхнуться». До выхода пластинки считалось, что Бьорк собирается выпустить поп-альбом, а глава её лейбла даже заявлял что это «самая коммерческая вещь, которую она когда-либо делала». Бьорк, однако, сказала, что не считает Volta более коммерческим, чем её прошлые записи.
В отличие от предыдущей пластинки Medúlla, состоящей практически полностью из вокала и звуков, производимых человеческим телом, с Volta Бьорк возвращается к электронике и своим более танцевальным музыкальным «корням». При записи альбома использовались и «живые» музыкальные инструменты, например пипа. Бьорк впервые активно использует духовую секцию и африканские инструменты и ритмы, а также впервые касается политических тем в лирике. Предварительно продуманной музыкальной концепции, как таковой, не существовало.

## Создание
Бьорк записывала альбом в разных студиях, путешествуя по миру и «собирая» коллаборации. В Мали она записалась с Тумани Дьябате, исполнителем на инструменте кора, в Брюсселе с конголезской группой Konono Nº1, а на Ямайке с Энони, также она посетила Мальту и Тунис. Редактированием записанного материала Бьорк занималась в своих домашних студиях в Лондоне, Нью-Йорке и Рейкьявике.
Три трека альбома написаны в соавторстве с продюсером Тимбалендом. Бьорк говорила, что не хочет работать с ним как с хитмейкером, или из-за его принадлежности к определённому жанру, а хочет найти с ним общий интерес как с музыкантом. Этим интересом оказался трайбал-саунд, например, для песни «Earth Intruders» оригинальный трек представлял собой десятиминутный джем, который певица потом отредактировала, превратив в альбомную версию.
В альбоме присутствуют два дуэта с Энтони Хегарти. Лирика на песню «The Dull Flame Of Desire» представляет собой перевод на английский стихотворения Фёдора Тютчева, заимствованный Бьорк из фильма Андрея Тарковского «Сталкер». Бьорк и Энтони импровизировали целый день, затем певица сократила материал до 7-минутной баллады и добавила духовые. Бит трека сымпровизирован Брайаном Чиппендейлом.

## Релиз
Альбом Бьорк Volta вышел как в стандартном звуке на CD и виниле, так и в виде лимитированного двухдискового издания (CD+DVD) с многоканальным звуком в форматах Dolby 5.1 и DTS Surround Sound. В России, Восточной Европе, Южной Америке и Азии альбом вышел с другой обложкой в виде так называемых «специальных» изданий.

## Реакция
| Совокупная оценка | Совокупная оценка |
| Источник          | Оценка            |
| ----------------- | ----------------- |
| Metacritic        | 77/100            |
| Оценки критиков   |                   |
| Источник          | Оценка            |
| NME               | 8/10              |
| Pitchfork         | 5.8/10            |
| Stylus Magazine   | A-                |
| AllMusic          | [ 8 ]             |
| The Guardian      | [ 9 ]             |
| Rolling Stone     | [ 10 ]            |
| Slant Magazine    | [ 11 ]            |
| Tiny Mix Tapes    | [ 12 ]            |

Альбом был хорошо принят критиками. На Metacritic рейтинг альбома составляет 77% на основе 35 профессиональных рецензий что означает в целом положительные рецензии. Британский журнал NME написал: «Среди бесплодной музыкальной пустыни 1993, исландская панк фея Бьорк была совершенно уникальна, изобретательна и захватывающа. Debut, её первый сольный альбом, просто поглощал конкурентов своим блеском. Теперь, 14 лет спустя, она сделала это снова с Volta». Ресурс AllMusic назвал работу нашедшей идеальный баланс между динамизмом её поп-работ 90-х и экспериментами 2000-х. Журнал The Wire поставил Volta на 16-е место в итоговом списке альбомов года, а Slant Magazine включил его в список лучших альбомов 2000-х.
Некоторые отзывы выражали смешанную оценку, альбом назывался «беспорядочным» и указывалось, что у Бьорк «даже её определение поп-музыки является авангардным».
Volta пробыла девять недель на первом месте в топе электронных альбомов Billboard. Альбом попал в верхнюю десятку чартов Великобритании, США, Германии, Франции, Испании и других стран.
Volta была номинирована на премию Грэмми за «Лучший альтернативный альбом». Бьорк была номинирована на премию Brit Awards и на премию Meteor Ireland Music Awards как «Лучшая международная исполнительница»; а также на премию BT Digital Music Awards как «Лучший электронный артист». На исландских музыкальных наградах Volta номинировалась на «Альтернативный альбом года», а Бьорк получила награды «Певица года» и «Исполнитель года». От MOJO Awards Бьорк получила «Inspiration Award». Также были отмечены клипы к альбому: «Wanderlust» получил 3 номинации от Antville Music Video Awards, выиграв «Лучшее видео года» и «Best Art Direction». На исландских наградах «Wanderlust» выиграл «Видео года». «Declare Independence» и «Wanderlust» были отмечены на Design and Art Direction Awards.

## Турне

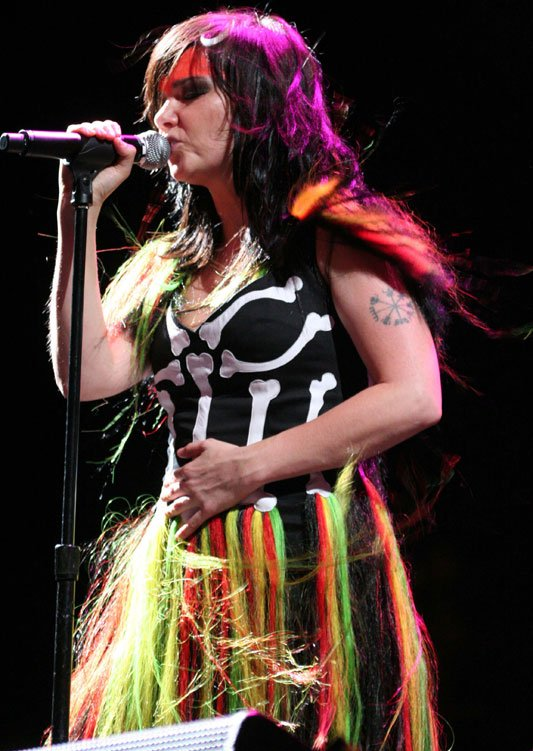
Бьорк на фестивале Coachella

В поддержку альбома певица отправилась в 18-месячное мировое турне Volta Tour, открытое 1 апреля 2007 года концертом в Рейкьявике и прошедшее во многих странах мира, в том числе в США, Бразилии, Германии, Великобритании и Австралии. Бьорк выступила хедлайнером на фестивалях Coachella, Glastonbury, Roskilde и многих других. Турне завершилось 8 декабря 2008 года в городе Guadalajara, Мексика.
Её концертная группа состояла из барабанщика Криса Корсано, музыкантов Марка Белла и Дамиана Тэйлора, пианиста Йонаса Сена и духовой секции, состоящей из 10 исландок. На некоторых концертах к ним присоединялись музыканты, участвовавшие в записи альбома: Энтони Хегарти, Min Xiao-Fen и Тумани Дьябате. В качестве разогревающих исполнителей перед концертами Бьорк выступали Джоанна Ньюсом, M.I.A., Сантиголд, Klaxons, Ratatat, Leila и другие.
На концертах Volta Tour впервые широкой публике был представлен инструмент Реактейбл.
Бьорк посвящала песню «Declare Independence» различным движениям за независимость: Гренландии, Фарерским островам, Косово, Стране Басков, аборигенам Австралии, Шотландии. На концерте в Шанхае она несколько раз прошептала «Тибет, Тибет!» прежде чем спеть строчку «Подними свой флаг!» из песни. Это заставило Китай ужесточить законы, касающиеся выступлений зарубежных звёзд. На Фарерских островах её призыв вызвал некоторые дискуссии.
Видео с концертов в Париже и Рейкьявике, а также сессия, записанная с концертной группой в Olympic Studios, были выпущены как часть бокс-сета Voltaïc в июне 2009 года.

## Список композиций
| №   | Название                                               | Текст песни  | Музыка                  | Продюсер                | Длительность |
| --- | ------------------------------------------------------ | ------------ | ----------------------- | ----------------------- | ------------ |
| 1.  | «Earth Intruders»                                      | Björk        | Björk, Timbaland, Danja | Björk, Timbaland, Danja | 6:13/4.39*   |
| 2.  | «Wanderlust»                                           | Björk, Sjón  | Björk                   | Björk                   | 5:51/7.25*   |
| 3.  | «The Dull Flame of Desire» (featuring Antony Hegarty)  | Фёдор Тютчев | Björk                   | Björk                   | 7:30         |
| 4.  | «Innocence»                                            | Björk        | Björk, Timbaland, Danja | Björk, Timbaland, Danja | 4:27         |
| 5.  | «I See Who You Are»                                    | Björk        | Björk, Mark Bell        | Björk                   | 4:22/4.06*   |
| 6.  | «Vertebræ by Vertebræ»                                 | Björk        | Björk                   | Björk, Damian Taylor    | 5:08/5.23*   |
| 7.  | «Pneumonia»                                            | Björk        | Björk                   | Björk                   | 5:14         |
| 8.  | «Hope»                                                 | Björk        | Björk, Timbaland        | Björk                   | 4:02/3.37*   |
| 9.  | «Declare Independence»                                 | Björk        | Mark Bell, Björk        | Björk, Mark Bell        | 4:13/4.40*   |
| 10. | «My Juvenile» (featuring Antony Hegarty)               | Björk        | Björk                   | Björk                   | 4.03         |
| 11. | «I See Who You Are (Mark Bell Mix)» (UK & Japan bonus) | Björk        | Björk, Mark Bell        | Mark Bell               | 4.01         |

* - между некоторыми песнями имеются интерлюдии, которые на разных изданиях отнесены к разным трекам